# لامار كامبل
لامار كامبل (بالإنجليزية: Lamar Campbell)‏ هو لاعب كرة قدم أمريكية أمريكي، ولد في 29 أغسطس 1976 في تشيستر في الولايات المتحدة.

## وصلات خارجية
- لامار كامبل على موقع مرجع كرة القدم المحترفة.كوم (الإنجليزية)